# Большое Троицкое
Большо́е Тро́ицкое  — деревня Назаровского сельского округа Назаровского сельского поселения Рыбинского района Ярославской области.
Деревня расположена на северо-восток от микрорайона Слип города Рыбинск. Она стоит на краю обширного поля, окружающего город, к северу и востоку от него начинаются леса. Деревня стоит к северо-востоку от дороги, связывающей посёлок Майский с деревней Сельцо. Деревня Малое Троицкое расположена с другой стороны этой дороги.
На 1 января 2007 года в деревне числилось 6 постоянных жителей. Городское почтовое отделение Рыбинск-9 обслуживает в деревне 33 дома.